# Ljubav i zloba
Ljubav i zloba je opera hrvatskog skladatelja Vatroslava Lisinskog. Smatra se prvom hrvatskom operom. Praizvedba je bila 28. ožujka 1846. u Zagrebu te su Hrvati, nakon Nijemaca i Rusa, postali treći narod u Europi koji je dobio nacionalnu operu.

## Ideja za operu
Članovi ilirskog pokreta dugo su se vremena bavili mišlju da netko napiše hrvatsku operu po uzoru na prvu slavensku nacionalnu operu Život za cara (Ivan Susanjin) Mihaila Glinke. Mladi Lisinski, autor glazbe za budnicu Prosto zrakom ptica leti činio se pravim izborom.
Libreto, prema zamisli Alberta Ognjana Štrige, napisao je Janko Car, zatim ga je preradio Dimitrija Demeter (koji se poslije navodi kao autor libreta), a instrumentaciju je dotjerao J. K. Wisner Morgenstern, glazbeni učitelj Lisinskog.
Događaji oko Srpanjskih žrtava u ljeto 1845. odgodili su probe opere te je praizvedba zakazana za ožujak naredne godine.

## Praizvedba
Kad je djelo bilo gotovo, Lisinski i Demeter obratili su se 27-godišnjoj Zagrepčanki Sidoniji Erdödy Rubido, glazbeno školovanoj u Beču, koja je preuzela naslovnu ulogu Ljubice i otpjevala je na praizvedbi te na četiri reprize u ožujku i travnju 1846. Nakon toga, Erdödy Rubido nije više javno nastupala, a u povijesti je ostala zabilježena kao prva hrvatska operna pjevačica.
Nakon opsežnih priprema 28. ožujka 1846. praizvedena je Ljubav i zloba u Staroj gradskoj vijećnici u Zagrebu, deset godina nakon nastanka Glinkinog Susanjina i dvadeset prije Smetanine Prodane nevjeste. Veliku uspjehu praizvedbe, osim povoljnih društvenih i kulturnih okolnosti, pridonijeli su i njezini protagonisti: uz Sidoniju Erdödy Rubido kao Ljubicu, nastupili su dvadesetdvogodišnji Franjo Stazić kao Vukosav, koji će kasnije pod imenom Franz Steger postati vodeći tenor Bečke dvorske opere, kao i Alberto Ognjan Štriga, jedan od pokretača ilirske glazbene misli.

## Radnja

### Prvi čin
Radnja opere zbiva se početkom 16. stoljeća u okolici grada Spljeta. Glavna je junakinja mlada Ljubica, kćer kneza Velimira, koji je obećao njezinu ruku plemiću Vukosavu. Međutim, ona je zaljubljena u mladog Obrena i on u nju. Vukosav to sazna i nasrne na Obrena te slijedi njihovo mačevanje. Knez Velimir ih nakratko rastavi te obojici zabrani pristup u svoj dom, na što mu Vukosav navijesti krvnu osvetu:

### Drugi čin
Ljubica i Obren sretnu se u vrtu i on joj prizna svoju ljubav. Vukosav, koji ih je uhodio, dovede kneza Velimira kako bi se ovaj uvjerio u Obrenovo udvaranje. Knez se razjari i ode. Vukosav i njegov sluga Branko skuju zavjeru da otmu Ljubicu i ubiju Velimira uz pomoć dvanaestorice hajduka, ali za to sazna Obrenov prijatelj Ljudevit:
Velimir prisili Ljubicu da Obrenu napiše pismo u kojem ga odbija, što ovome slomi srce i on podigne ruku na sebe, no u tom trenutku hajduci napadnu Velimirovo imanje te zarobe kneza, Obrena i Ljubicu. Velimir prizna da je prisilio Ljubicu da Obrenu napiše pismo. Vukosav se naslađuje nad zarobljenicima, no tada se ukaže gomila seljaka koje predvodi Ljudevit. Vukosav krene nožem na Ljubicu, ali ga Ljudevit ustrijeli te se hajduci razbježe. Oslobođeni i osloboditelji kleknu i zahvale Bogu:

## Likovi i uloge
| Lik      | Opis lika                      | Glas    |  |
| Velimir  | knez i bivši vojvoda Spljetski | bas     |  |
| Ljubica  | njegova kćer                   | sopran  |  |
| Obren    | dalmatinski plemić             | bariton |  |
| Ljudevit | dalmatinski plemić             | tenor   |  |
| Vukosav  | dalmatinski plemić             | tenor   |  |
| Branko   | Vukosavov sluga                | bariton |  |

- seljaci - seljanke - Velimirovi vojnici i sluge - hajduci - puk

## Suvremene izvedbe
Premda se radi o prvoj hrvatskoj operi, ona je vrlo slabo poznata suvremenom slušateljstvu. Danas se Ljubav i zloba rijetko izvodi u cijelosti, većinom se radi o odabranim arijama, dvopjevima i ansamblima, kao što je bio slučaj u adaptaciji Pavla Dešpalja, izvedenoj 22. listopada 2005. u Koncertnoj dvorani Vatroslava Lisinskog. Dešpalj se koristio Papandopulovom instrumentacijom opere iz 1969. godine, u kojoj se ističe uvertira.
Premda Ljubav i zloba ne postoji na nosačima zvuka, u fonoteci Hrvatskoga radija već dvadesetak godina postoji vrlo dobra tonska snimka, koja se ponekad emitira na Trećem programu HR.
U veljači 2017., gotovo 170 godina nakon praizvedbe, Hrvatska radiotelevizija objavila je prvi cjeloviti nosač zvuka opere. U izvedbi su sudjelovali Zbor i Simfonijski orkestar HRT-a, vokalni solisti Evelin Novak, Leon Košavić, Domagoj Dorotić i Giorgio Surian, a orkestrom i zborom je dirigirao Mladen Tarbuk. Nosač zvuka sniman je u Koncertnoj dvorani "Vatroslav Lisinski". Izdanje je objavljeno uz potporu Ministarstva kulture Republike Hrvatske te se smatra jednim od najvažnijih zapisa hrvatske opere početkom 21. stoljeća.